# Musei di Parma
Elenco dei musei di Parma, divisi per tipologia e tema dell'esposizione.

## Archeologia
| Museo                                 | Tipologia | Ubicazione                                        | Immagine | Sito ufficiale |
| ------------------------------------- | --- | ------------------------------------------------- | -------- | -------------- |
| Museo archeologico nazionale di Parma | Archeologia classica (numerosi reperti romani degli scavi di Velleia) - Archeologia preistorica/paleontologia - Egittologia - Medaglistica - Numismatica - Archeologia medievale - Centro di ricerca paleontologica | piazza della Pilotta 5, c/o Palazzo della Pilotta |          | [ 2 ]          |

## Arte
| Museo                                                                          | Tipologia | Ubicazione                                                   | Immagine | Sito ufficiale |
| ------------------------------------------------------------------------------ | --- | ------------------------------------------------------------ | -------- | -------------- |
| Galleria nazionale                                                             | Arte medievale (XI-XV secolo) - Arte moderna (XVI-XIX secolo) (due sezioni espositive: opere d'arte dal Medioevo al Settecento; capolavori del Correggio e del Parmigianino) - Teatro Farnese                     | piazza della Pilotta 5, c/o Palazzo della Pilotta            |          | [ 3 ]          |
| Accademia di belle arti (all'interno del liceo artistico statale Paolo Toschi) | Arte moderna (numerosi disegni di nudo, sculture e saggi di architettura, dipinti parmensi del XIX secolo) | viale Paolo Toschi 1, c/o Palazzo della Pilotta              |          | [ 4 ]          |
| Museo Glauco Lombardi                                                          | Arte moderna (XVI secolo-XIX secolo) (numerose opere relative alla duchessa di Parma Maria Luigia d'Asburgo, a Napoleone Bonaparte e al Ducato di Parma nel XVIII e XIX secolo) - Storia moderna - Arti applicate | strada Garibaldi 15, c/o Palazzo di Riserva                  |          | [ 5 ]          |
| Museo costantiniano della Steccata                                             | Arte moderna (XVI-XIX secolo) (patrimonio ecclesiastico, pittorico, storico, araldico, argentario e tessile dell'Ordine costantiniano di San Giorgio)                                                             | via Dante 8/a, c/o basilica di Santa Maria della Steccata    |          | [ 6 ]          |
| Camera di San Paolo                                                            | Arte rinascimentale (XVI secolo) (affreschi del Correggio) | via Macedonio Melloni 3/A, c/o ex monastero di San Paolo     |          | [ 7 ]          |
| Pinacoteca Stuard                                                              | Arte moderna (XVI-XIX secolo) - Arte contemporanea storica (prima metà del XX secolo) - Arti applicate - Archeologia postclassica - Archeologia medievale                                                         | borgo del Parmigianino 2, c/o ex monastero di San Paolo      |          | [ 8 ]          |
| Museo diocesano                                                                | Archeologia classica - Archeologia medievale - Scultura - Archeologia postclassica (evoluzione del cristianesimo a Parma dalle origini all'epoca romanica)                                                        | piazza Duomo 3/a, c/o palazzo vescovile                      |          | [ 9 ]          |
| Ape Museo                                                                      | Arte contemporanea (XX secolo) (opere di Amedeo Bocchi nelle sale-museo Amedeo Bocchi, opere di Renato Vernizzi nella sala-museo Renato Vernizzi, esposizioni temporanee)                                         | strada Luigi Carlo Farini 32, c/o Palazzo Ape Museo          |          | [ 10 ]         |
| Studio museo Carlo Mattioli                                                    | Arte contemporanea (XX secolo) (opere di Carlo Mattioli) | borgo Retto 2, c/o Palazzo Smeraldi                          |          | [ 11 ]         |
| Museo Fondazione Cariparma                                                     | Arte moderna (XVI-XIX secolo) - Arte contemporanea storica (prima metà del XX secolo) - Numismatica - Ceramica - Arti applicate                                                                                   | strada al Ponte Caprazucca 4, c/o Palazzo Bossi Bocchi       |          | [ 12 ]         |
| Museo d'arte cinese ed etnografico                                             | Arte extraeuropea - Etnologia/Etnografia (numerosi reperti della cultura e dei costumi cinesi - materiali d'interesse etnografico provenienti da Giappone, Indonesia, Brasile e Africa)                           | viale San Martino 8, c/o casa madre dei Missionari Saveriani |          | [ 13 ]         |
| Centro studi e archivio della comunicazione (CSAC)                             | Arte contemporanea (XX secolo) - Media - Fotografia - Spettacolo (progetti originali di architetti, designer, illustratori, fotografi e artisti contemporanei)                                                    | strada Viazza di Paradigna 1, c/o abbazia di Valserena       |          | [ 14 ]         |

## Musica
| Museo                           | Tipologia | Ubicazione                                                    | Immagine | Sito ufficiale |
| ------------------------------- | --- | ------------------------------------------------------------- | -------- | -------------- |
| Museo dell'opera                | Musica - Teatro (oggetti, fotografie, manifesti e video della tradizione musicale e teatrale di Parma dal XVII al XXI secolo) - Museo del melodramma | piazzale San Francesco 1, c/o Palazzo Cusani                  |          | [ 15 ]         |
| Casa del Suono                  | Audio (strumenti di comunicazione e riproduzione sonora)                                                                                             | piazzale Salvo D'Acquisto, c/o ex chiesa di Santa Elisabetta  |          | [ 16 ]         |
| Casa natale di Arturo Toscanini | Casa museo (oggetti e arredi di Arturo Toscanini provenienti in prevalenza dalla sue residenze di Milano e Riverdale negli Stati Uniti d'America)    | borgo Rodolfo Tanzi 13                                        |          | [ 17 ]         |
| Museo storico Riccardo Barilla  | Musica (documenti storici, arredi, libri e strumenti musicali di Arrigo Boito, Arturo Toscanini e altri musicisti del conservatorio)                 | strada del Conservatorio 27/B, c/o conservatorio Arrigo Boito |          | [ 18 ]         |

## Scienze
| Museo                               | Museo                                                       | Tipologia                                                                                            | Ubicazione | Immagine | Sito ufficiale |
| ----------------------------------- | ----------------------------------------------------------- | --- | --- | -------- | -------------- |
| Antica spezieria di San Giovanni    | Antica spezieria di San Giovanni                            | Farmacia storica (strumenti, arredi, vasi e volumi di farmacia ed erboristeria dal XV al XIX secolo) | borgo Pipa 1, c/o abbazia di San Giovanni Evangelista                                                                                                 |          | [ 19 ]         |
| Orto botanico                       | Orto botanico                                               | Botanica (raccolte di specie esotiche, xiloteca ed erbari storici) - Museo di storia naturale        | strada Farini 90 |          | [ 20 ]         |
| Museo di storiografia naturalistica | Museo di storiografia naturalistica                         | Zoologia - Paleontologia - Etnografia                                                                | via Università 12, c/o Palazzo dell'Università |          | [ 21 ]         |
| Museo diffuso delle Scienze         | Collezione di mineralogia                                   | Mineralogia - Petrografia                                                                            | parco Area delle Scienze 157/a, c/o Dipartimento di Scienze della Terra dell'Università degli Studi di Parma                                          |          | [ 22 ]         |
| Museo diffuso delle Scienze         | Collezione di paleontologia                                 | Paleontologia - Archeologia preistorica/paletnologia - Geologia                                      | parco Area delle Scienze 157/a, c/o Dipartimento di Scienze della Terra dell'Università degli Studi di Parma                                          |          | [ 23 ]         |
| Museo diffuso delle Scienze         | Collezione di fisica Macedonio Melloni                      | Fisica (strumenti di laboratorio ottocenteschi raccolti dal fisico Macedonio Melloni)                | parco Area delle Scienze 7/a, c/o Dipartimento di Fisica dell'Università degli Studi di Parma                                                         |          | [ 24 ]         |
| Museo diffuso delle Scienze         | Collezione di anatomia normale veterinaria Alessio Lemoigne | Anatomia veterinaria (preparati anatomici veterinari del XIX secolo)                                 | via del Taglio 8, c/o Dipartimento di Scienze Medico-Veterinarie dell'Università degli Studi di Parma                                                 |          | [ 25 ]         |
| Museo diffuso delle Scienze         | Collezione di biomedicina Lorenzo Tenchini                  | Anatomia (riproduzioni in cera ottocentesche e novecentesche di visceri e ossa umane e animali)      | via Antonio Gramsci 14, c/o Ospedale Maggiore |          | [ 26 ]         |
| Museo diffuso delle Scienze         | Collezione di matematica e informatica                      | Matematica (Pitagora e il suo teorema) - Informatica (storia del personal computer)                  | parco Area delle Scienze 53/a, c/o Dipartimento di Scienze matematiche, fisiche e informatiche dell'Università degli Studi di Parma                   |          | [ 27 ]         |
| Museo diffuso delle Scienze         | Collezione di cristallochimica                              | Cristallografia - Chimica                                                                            | parco Area delle Scienze 17/a, c/o Dipartimento di Scienze chimiche, della vita e della sostenibilità ambientale dell'Università degli Studi di Parma |          | [ 28 ]         |

## Altro
| Museo                                                   | Tipologia                                                                                            | Ubicazione                                               | Immagine | Sito ufficiale |
| ------------------------------------------------------- | --- | -------------------------------------------------------- | -------- | -------------- |
| Museo Bodoniano (all'interno della Biblioteca Palatina) | Editoria - Tipografia (volumi, stampe e strumenti tipografici di Giambattista Bodoni)                | piazza della Pilotta 5, c/o Palazzo della Pilotta        |          | [ 29 ]         |
| Castello dei burattini - Museo Giordano Ferrari         | Teatro (burattini, marionette e oggetti di scena)                                                    | via Macedonio Melloni 3/a, c/o ex monastero di San Paolo |          | [ 30 ]         |
| Archivio di Stato                                       | Storia (documenti storici del Comune di Parma e del ducato di Parma e Piacenza dal XV al XIX secolo) | strada Massimo D'Azeglio 43/e, c/o Ospedale Vecchio      |          | [ 31 ]         |
| Museo di esplosivistica IRE                             | Esplosivistica (esplosivi per uso civile, di sicurezza ed emergenza)                                 | via Giuseppe Zanardelli 17/A                             |          | [ 32 ]         |
| Museo del Parma Ernesto Ceresini                        | Calcio (oggetti, abbigliamento e trofei del Parma Calcio 1913)                                       | viale Partigiani d'Italia 1, c/o Stadio Ennio Tardini    |          | [ 33 ]         |
| Archivio Storico Barilla                                | Industria - Gastronomia (oggetti legati alla storia dell'azienda Barilla)                            | via Mantova 166                                          |          | [ 34 ]         |
| Museo Alice                                             | Etnografia (oggetti legati alla vita contadina)                                                      | via Lorenzo Tenchini 38, Gaione                          |          |                |